# Licoma Pampa
Licoma Pampa is een gemeente (municipio) in de Boliviaanse provincie Inquisivi in het departement La Paz. De gemeente telt naar schatting 5.749 inwoners (2018). De hoofdplaats is Licoma.